# Liste der Ehrenbürger von Fürth
Die Stadt Fürth hat bislang 27 Personen das Ehrenbürgerrecht verliehen, hiervon erfolgten acht Verleihungen während des Dritten Reichs und wurden später als willkürlich und für ungültig erklärt.
Hinweis: Die Auflistung erfolgt chronologisch nach Datum der Zuerkennung.

## Die Ehrenbürger der Stadt Fürth
1. Karl Joseph Graf von Drechsel
Institutsgründer
Verleihung 1820
2. Daniel August Bezold

Verleihung 1820
3. Adam Josef Freiherr von Mulzer
Regierungsvizepräsident
Verleihung 1820
4. Alexander Christof Ludwig Friedrich Karl Christian Freiherr von Reitzenstein
Oberst des königlichen Landwehrinfanterieregiments
Verleihung 1834
5. Hans Julius Freiherr Ecker von Eckhofen
Mitglied des Landwehrregiments
Verleihung 1839
6. Moritz Wilhelm Freiherr von der Heydte
Vorsitzender bei den Gemeindewahlen
Verleihung 1842
7. Wilhelm von Branca
Förderer der gesundheitlichen Interessen
Verleihung 1851
8. Konrad Hätzner
Erzieher
Verleihung 1863
9. Johann Caspar Beeg
Lehrer, Publizist und Technologe
Verleihung 1864
10. Wilhelm Königswarter (Stiftungsgründer)
Stiftungsgründer
Verleihung 1867
11. Samson Landmann
Mitglied in diversen städtischen Gremien
Verleihung 1891
12. Georg Friedrich Karl Ritter von Langhans
Erster Bürgermeister
Verleihung 1891
13. Heinrich Berolzheimer

Verleihung 1904
14. Alfred Louis Nathan
Gründer des Nathanstifts
Verleihung 1906
15. Hans Lohnert

Verleihung 1927
16. Gustav Schickedanz (* 1. Januar 1895 in Fürth; † 27. März 1977 in Fürth)
Gründer und Inhaber der Unternehmensgruppe Schickedanz
Verleihung 1959
17. Max Grundig (* 7. Mai 1908 in Nürnberg; † 8. Dezember 1989 in Baden-Baden)
Gründer und Inhaber der Grundig-Radio-Werke GmbH
Verleihung 1963
18. Grete Schickedanz (* 20. Oktober 1911 in Fürth; † 23. Juli 1994 in Fürth)
Inhaberin des Großversandhauses Quelle
Verleihung 1981
19. Henry Kissinger (* 27. Mai 1923 in Fürth; † 29. November 2023 in Kent)
Außenminister der Vereinigten Staaten
Verleihung 1998
20. Heinrich Habel (* 15. Dezember 1932; † 16. März 2022)
Hauptkonservator der Stadt München
Verleihung ?